# Carmen Chill
Carmen Chill is een Belgische zaalvoetbalclub uit Groot-Bijgaarden. De club werd opgericht in 2004 en vond aansluiting bij de Brusselse Zaalvoetbalcompetitie. De eerste officiële wedstrijd van Carmen Chill, een verloren bekerduel tegen de beertjes, werd gespeeld in Sportopolis Jette in september 2004. De clubkleuren zijn groen en wit. De club veranderde 4 keer van uitrusting maar blijft steeds trouw aan de groen-witte horizontale strepen. Op het palmares van de club staan een titel, in 2012 en een bekerfinale in 2017.
De huidige voorzitter is Elias Colen. 

## Titel
Op woensdag 2 mei 2012 behaalde Carmen Chill haar eerste titel. Thuis werd gewonnen van de Auverkes waarna het feest los barstte. 

## Bekerfinale
Op vrijdag 2 juni 2017 speelde Carmen Chill zijn eerste en enige bekerfinale. In dit duel namen zij het in een derby op tegen KWB Savio. De wedstrijd eindigde in een afstraffing voor Carmen Chill. KWB won de finale met 6-1. De wedstrijd werd gespeeld op de gladde zaal van het sportcentrum R. Beauthier in Ganshoren en werd druk bijgewoond door tal van Dilbeekse supporters. 

## Clublied
Groen en Wit zijn onze kleuren
Carmen Chill is onze naam
Niemand zal onze vlag besmeuren
want te groot is onze faam

## Naamgeving
Sinds 2004 is de sponsor van Carmen Chill onafgebroken de wijnsoort ‘Carmen’. Dit is een wijnmerk afkomstig uit Chili. Nadat Carmen Chill 1 jaar ingeschreven stond onder de naam JK Roesj, werd de naam gewijzigd naar Carmen Chill, dat werd afgeleid van de sponsor. 

## Thuishaven
De leden van Carmen Chill waren in eerste instantie allemaal afkomstig van de plaatselijke chiro's Windekind en Don Bosco. Ze vonden elkaar in JK Roesj, waarvan dan ook de eerste naam kwam. Carmen Chill speelde haar eerste seizoen in de Sporthal van het Recreatiecentrum van Itterbeek. Vervolgens verhuisde ze naar Groot-Bijgaarden. Tot op heden worden de thuiswedstrijden afgewerkt op woensdagavond om 22.00 uur.
Carmen Chill nam ook jaarlijks deel aan een reeks van exhibitiewedstrijden. In 2011 werden ze laureaat van het ten ziele gedragen Coupe Ten Gaerde. Ze namen deel aan de bekercompetitie in Leuven en gaven jaarlijks present voor een galawedstrijd in Leuven Centraal.